# Gary Chapman
Gary Chapman (n. 12 martie 1938, City of Rockdale⁠(d), Noul Wales de Sud, Australia – d. 23 septembrie 1978, Noul Wales de Sud, Australia) a fost un înotător ce a reprezentat Australia, medaliat olimpic. A participat la o ediție a Jocurilor Olimpice (1956) în care a câștigat două medalii de bronz.